# Kawęczyn (powiat rycki)
Kawęczyn – kolonia w Polsce położona w województwie lubelskim, w powiecie ryckim, w gminie Kłoczew.
W latach 1975–1998 miejscowość należała administracyjnie do województwa siedleckiego.
Miejscowość stanowi sołectwo gminy Kłoczew. Według Narodowego Spisu Powszechnego z roku 2011 kolonia liczyła 512 mieszkańców.
Wierni Kościoła rzymskokatolickiego należą do parafii św. Jana Chrzciciela w Kłoczewie.